# Guapira ophiticola
Guapira ophiticola är en underblomsväxtart som beskrevs av Attila L. Borhidi. Guapira ophiticola ingår i släktet Guapira och familjen underblomsväxter. Inga underarter finns listade i Catalogue of Life.